# エミリー・テナント
エミリー・テナント（Emily Tennant, 1990年8月9日 - ）は、カナダの女優。

## 出演作品

### 映画版
- スクービー・ドゥー2 モンスターパニック
- アイ,ロボット
- ドクター・ドリトル3
- JUNO/ジュノ
- 『山猫は眠らない8 暗殺者の終幕』（原題：Sniper: Assassin's End）

### テレビ
- ミスター・ヤング
- スーパーナチュラル
- ジョニーテスト - メアリー・テスト